# Ágústa Eva Erlendsdóttir
Ágústa Eva Erlendsdóttir (Reikiavik, 28 de julio de 1982) es una cantante y actriz islandesa, conocida por su papel de Silvia Night y como cantante de la banda SKE.
Es la segunda más joven de cinco hermanos. Creció en invernaderos antes de pasar a la adolescencia en Hafnarfjörður y caminó hacia Víðistaðaskóli. Se matriculó en el Colegio de Kópavogi pero no terminó sus estudios. Ella era activa en el teatro y el canto, ya que es su principal hobby. También ha trabajado en el dibujo.
Fue cantante de rap en la banda Kritikal Mazza que emitió el mismo álbum homónimo en 2002. Álbum recibió una nominación como Mejor Álbum de Hip Hop en el Icelandic Music Prize Radio X y Tono. Crítico de Confianza Júlíusson in Focus dicha placa es uno del mejor álbum de hip hop que había salido de Islandia.
Ha participado en obras de teatro para LA Theatre Kópavogs, por ejemplo Memento Mori. En 2004 actuó en el cabello. Director del proyecto era Runar Freyr Gislason y Thorvald musical Bjarni Thorvaldsson. El papel de Berger fue Björn Thors.
En 2005 fue galardonada con el de agosto y / o Silvia Night, dos Premios del Cine Edda. Silvia fue seleccionado de televisión del año y voy a ver a su elemento con Silvia Night fue seleccionada año skemmtiþáttur. Un año más tarde, es decir, en 2006, protagonizó un pantano película realizada por un libro del mismo nombre de Arnaldur Indridason. Ella jugó con la hija en el extranjero, Eva Lind es un adicto a las drogas.
En 2008 participó en los preparativos para el desarrollo de episodio entretenimiento Svalbard, que es un factor en el control de Thorstein Gudmundsson. En el espectáculo que ella es una cantante de la banda que toca música de una banda. Escribe los puntos y jugar ellos mismos con Þorstieni.
En 2009 protagonizó la película El señor Bjarnfredarson Bjarnfreði dirigida por Ragnar Bragason. Ella también juega Margaret en la película Olaf de Fleur producción Popoli, Laxdæla menudo se deja.

## Carrera en el cine y la televisión
| Televisión y cine | Televisión y cine           | Televisión y cine       | Televisión y cine |  |
| Año               | Título                      | Papel                   | Notas             |  |
| ----------------- | --------------------------- | ----------------------- | ----------------- |  |
| 2005              | Sjáumst með Silvíu Nótt     | Silvía Nótt             |                   |  |
| 2006              | Mýrin                       | Eva Lind                |                   |  |
| 2007              | The Silvia Night Show       | Silvía Nótt             |                   |  |
| 2008              | Sveitabrúðkaup              | Auður                   |                   |  |
| 2009              | Epic Fail                   | Sigga                   | Cortometraje      |  |
| 2009              | Skapa Góða ferð             |                         | Cortometraje      |  |
| 2009              | Bjarnfreðarson              | Bjarnfreður Geirsdóttir |                   |  |
| 2010              | Enredados                   | Voz del protagonista    | Versión islandesa |  |
| 2011              | Kurteist fólk               | Margrét                 |                   |  |
| 2011              | Borgríki                    | Andrea                  |                   |  |
| 2013              | Frozen                      | Reina Elsa              | Versión islandesa |  |
| 2019              | 2 (película de 2019) Frozen | Reina Elsa              | Versión islandesa |  |

- Datos: Q249946